# أليسون فوكس
أليسون فوكس (بالإنجليزية: Alyson Fox)‏ هي مصممة أمريكية، ولدت في 8 أكتوبر 1979.